# 西鉄1300形電車
西鉄1300形電車（にしてつ1300けいでんしゃ）は、西日本鉄道（西鉄）がかつて所有していた電車の一形式である。

## 概要
大牟田線（現・天神大牟田線）の特急電車増発用として1961年に4両編成2本が製造された。新たに製造された中間電動車2両と、600形（初代）の先頭車モ600・ク650から改造された制御車2両からなる。
| ← 大牟田福岡（天神）・太宰府 → | ← 大牟田福岡（天神）・太宰府 → | ← 大牟田福岡（天神）・太宰府 → | ← 大牟田福岡（天神）・太宰府 → | 製造メーカー |
| 1301 (601)                     | 1302                           | 1303                           | 1304 (651)                     | 近畿車輛     |
| 1305 (602)                     | 1306                           | 1307                           | 1308 (652)                     | 日本車輌製造 |

※カッコ内は改造前の番号

## 構造
中間車（モ1300形…1302・1303・1306・1307）は車体・台車とも完全な新製で、1000形の中間車とほぼ同一形状の全普通鋼製の車体である。側扉は片開き2扉、側面窓は二段上昇窓。側面窓配置は1D(1)6(1)D1（D=客用扉、数字は窓の枚数、カッコ内は戸袋窓）である。貫通路の横幅は旧600形のク1300形に合わせるため1000形より100 mm 短い1000 mm となっている。
制御車（ク1300形…1301・1304・1305・1308）は600形（初代）の先頭車を更新整備した半鋼製車体である。前面は国鉄モハ52系をツリ目にした感じの流線形4枚窓で、側面窓配置はdD12D2（d=乗務員室扉、D=客用扉、数字は窓の枚数）。窓枠をアルミサッシに取り替え、戸袋窓は1枚ガラスの固定窓となったほか、扉を鋼製扉に取り替えた。台車は中間車と同じメーカーで新製した台車に履き替えている。
座席配置は1000形と同じく、扉間は向かいあわせの固定クロスシート（ボックスシート）で、扉周辺（車端部の運転室と扉の間、連結面と扉の間、中間車の戸袋窓部分、先頭車の戸袋窓とその隣の窓の部分）はロングシートとなっている。
特急用として使用されるため、車体塗装は当初から1000形と同じコバルトブルーに黄色帯であった。
メーカーは1301F（F=編成）が近畿車輛、1305Fが日本車輌製造である。台車も中間車の車体とそれぞれ同じメーカーにより製造されており、近畿車輛製の1301編成が同社製KD-29系（電動車がKD-29B、制御車がKD-29C）、日本車輌製の1305編成は同社製ND-304台車を装備する。
中間電動車2両はユニット方式となっており、大牟田寄りの中間車1302・1306に主制御器とパンタグラフ1基を設置し、福岡・太宰府寄りの中間車1303・1307に電動発電機と電動空気圧縮機を設置した。主電動機出力は1000形が80kWであったのに対し、本形式は110kWに上げられたが、全電動車方式の1000形と違い両端が制御車の2M2T編成であるため電動機の個数が1000形の半分しかないことから、総出力は1000形の約7割程度であった。

## 運用
製造当初は特急用として使用されたが、2000形の製造により特急運用を離脱し、1978年頃に塗装をアイスグリーン地に赤帯（ボンレッド）の塗色に改められた上で一般車両に格下げされた。しかし先頭車が半鋼製の狭窓車体であることから3扉化が困難なため2扉のままで、座席もロングシートを増設した以外はクロスシートのままであった。また先頭車の車体構造上、冷房化改造も実施されなかった。
このため1985年に大牟田線の営業用稼働車両の全面冷房化を実施した際に運用から外された。構造上、宮地岳線への転用改造もできず、1986年に廃車となった。

## 主要諸元
※1985年時点のもの
- 全長：18,500mm
- 全幅：2,740mm
- 全高：
  - 1301・1305：3,855mm
  - 1302・1306：4,265mm
  - 1303：3,830mm
  - 1304・1308：3,913mm
  - 1307：3,800mm
- 車両重量：先頭車25.0t、中間車34.0t
- 電動機：直巻整流子電動機 東洋TDK811/3-C（110kW×4基）
- 駆動方式：WN平行カルダン駆動方式（歯車比77:14）
- 制御装置：抵抗制御 東洋ACDF-880-562F
- ブレーキ方式：発電ブレーキ併用電磁直通ブレーキ 三菱HSC-D
- 軌間：1435mm
- 電気方式：直流1500V
- 保安装置：西鉄型ATS